# Dietlikon
Dietlikon (toponimo tedesco) è un comune svizzero di 7 568 abitanti del Canton Zurigo, nel distretto di Bülach.

## Monumenti e luoghi d'interesse

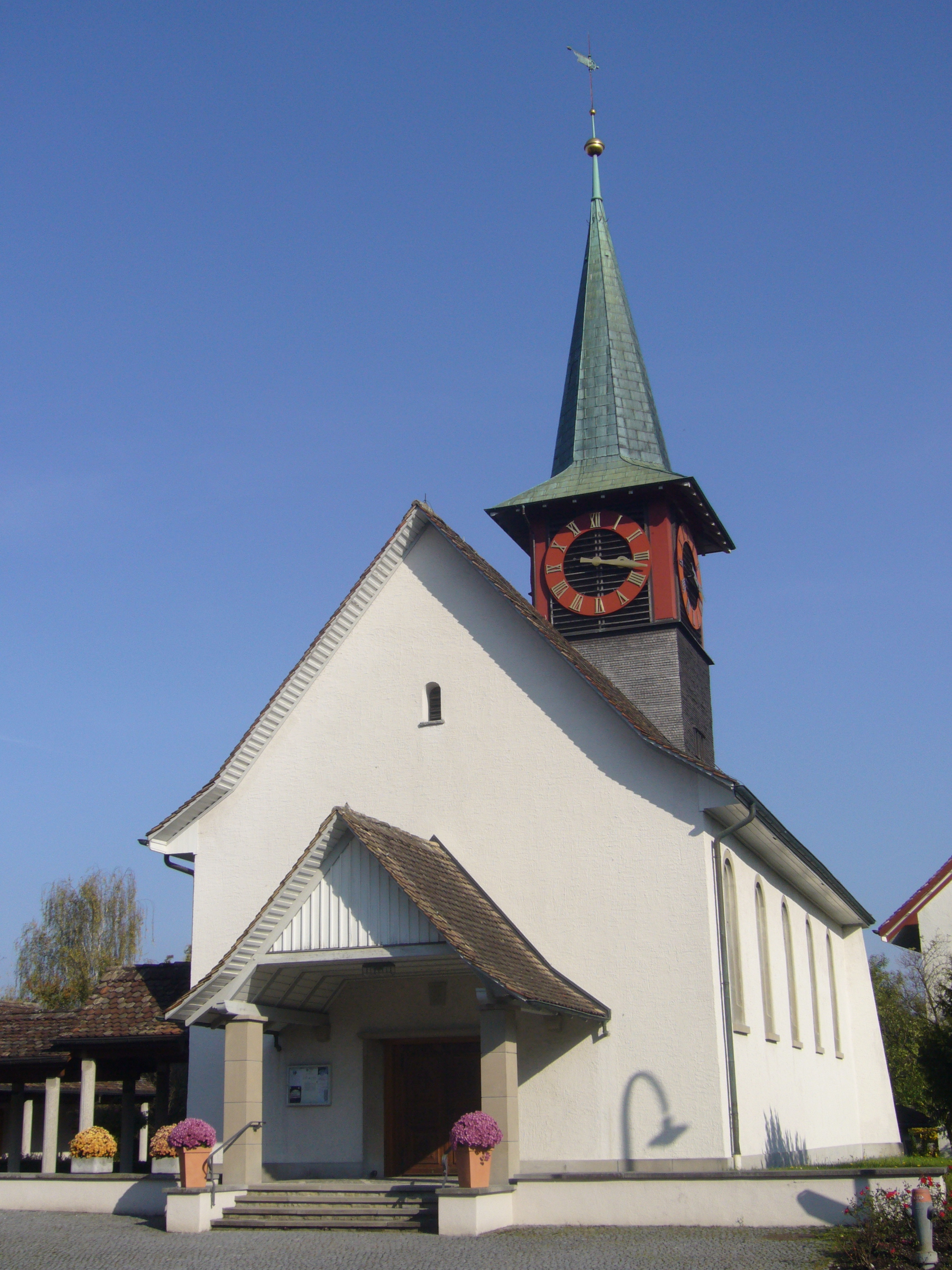
La chiesa riformata

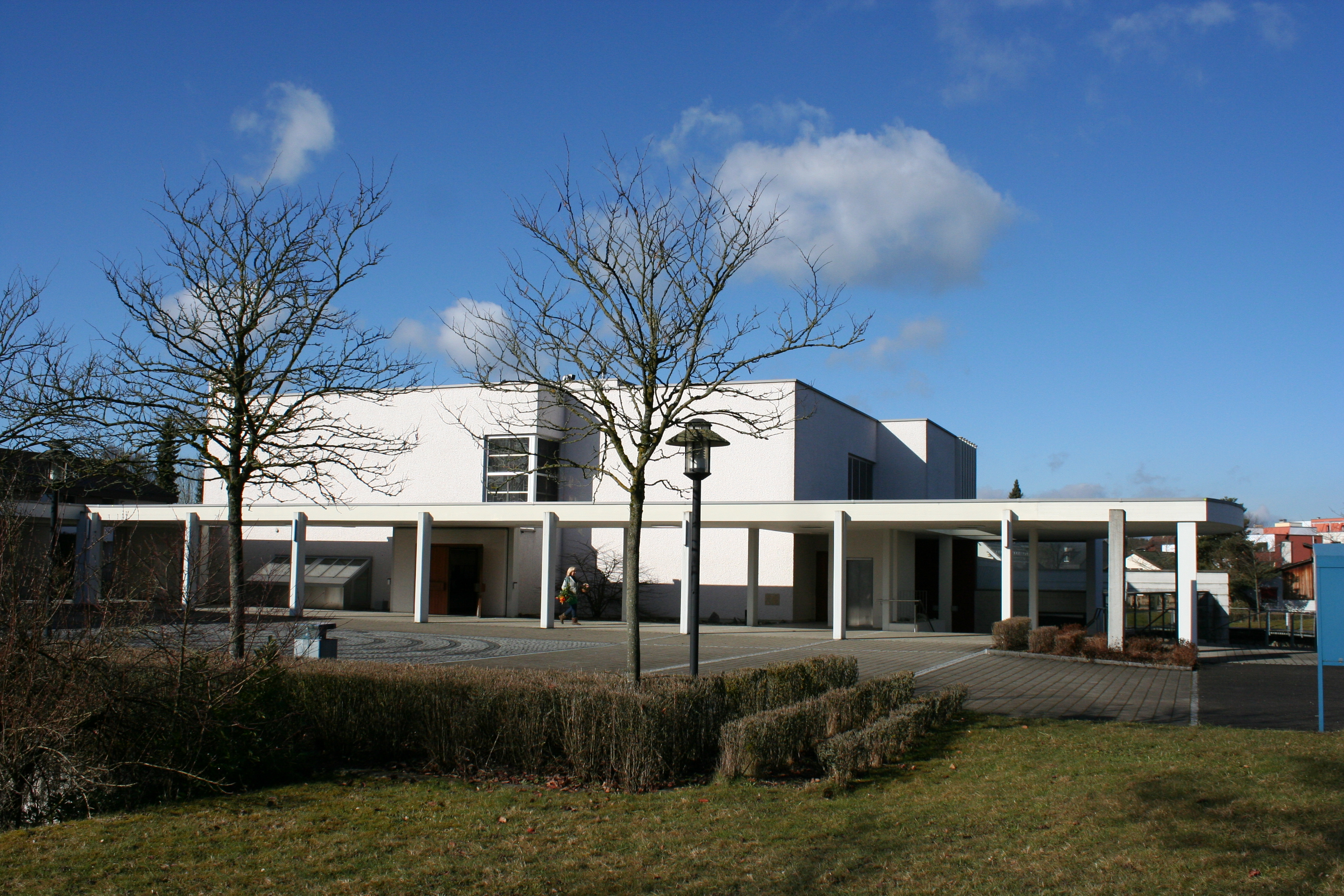
La chiesa cattolica di San Michele

- Chiesa riformata, eretta nel 1698[1];
- Chiesa cattolica di San Michele, eretta nel 1970[1].

## Società

### Evoluzione demografica
L'evoluzione demografica è riportata nella seguente tabella:
Abitanti censiti

## Infrastrutture e trasporti

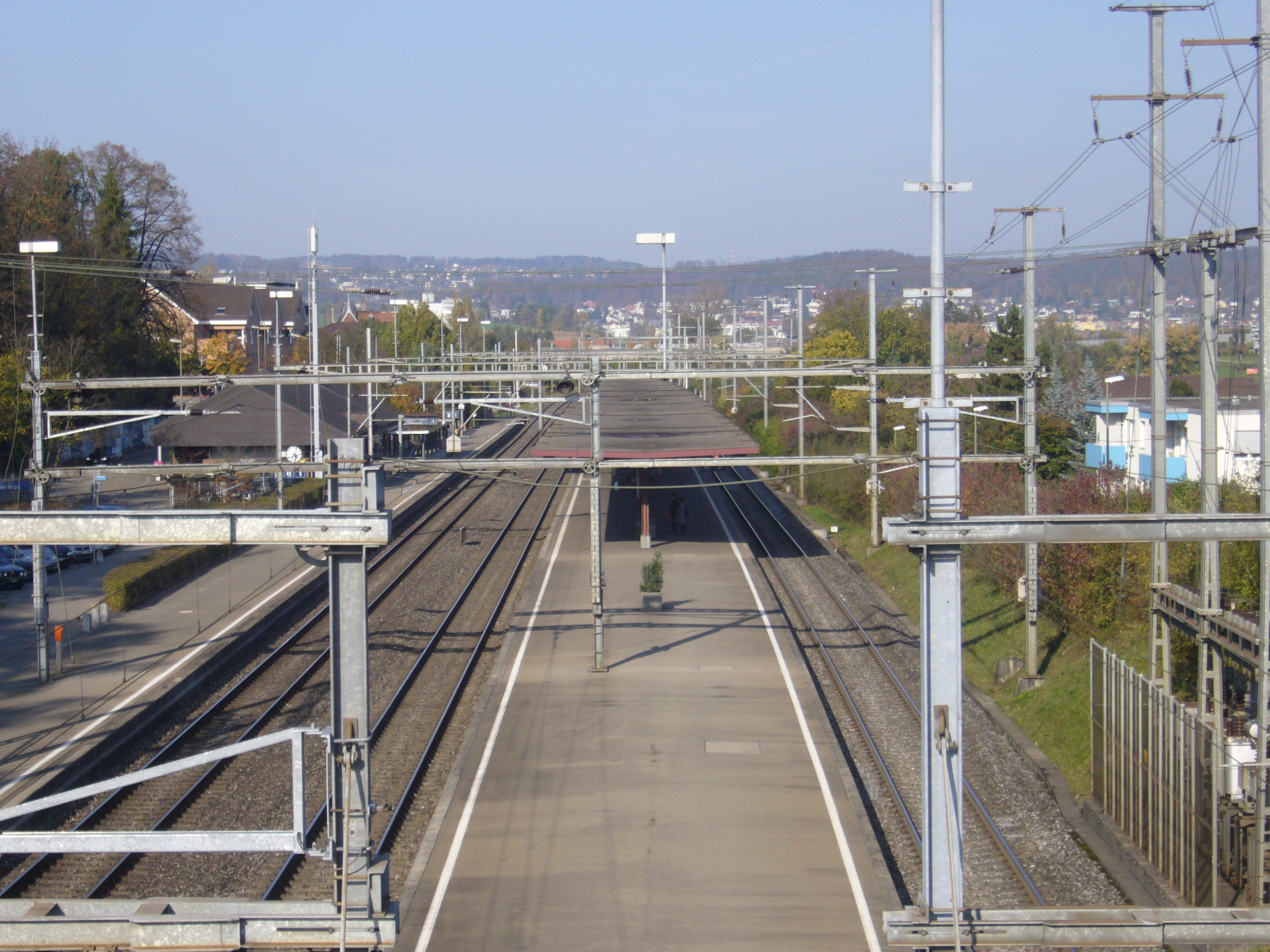
La stazione di Dietlikon

Dietlikon è servito dall'omonima stazione sulla ferrovia Zurigo-Winterthur e sulla rete celere di Zurigo.

## Amministrazione
Ogni famiglia originaria del luogo fa parte del cosiddetto comune patriziale e ha la responsabilità della manutenzione di ogni bene ricadente all'interno dei confini del comune.